# 가베야촌
가베야촌(神谷村)은 후쿠시마현 이와키군 (이와사키군)에 있던 촌이다.  현재 후쿠시마현 이와키시 다이라 지구 가미카미다니에 해당한다.
마을회관은 현재의 이와키시립 다이라 제6초등학교 동쪽에 있었다. 주재소는 옛 도로변에 있었으나 현재는 존재하지 않는다. 

## 지리
촌내을 흐르는 오가와강이 흐르고 있어 벼농사가 성행하고 있다. 또한 JR 조반선 선로를 사이에 두고 남쪽 지역은 주택가가 형성되어 있다. 데와 신사와 다테호코 신사라는 유서 깊은 두개의 신사가 있으며, 가을이 되면 데와 신사에서는 축제가 열린다.

## 역사
- 1889년 4월 1일 - 6촌이 합병해 가베야촌이 성립하였다.
- 1896년 4월 1일 - 이와키군이 통합해, 이와키군이 되었다.
- 1950년 5월 15일 - 다이라시에 편입되었다, 그 과정에서 다이라시와 합병당시 찬성파와 반대파로 나뉘어 다툼이 일어났다.
- 1966년 10월 1일 - 다이라시가 주변 자치체와 합병해 이와키시가 되었다.

## 촌장
- 사토 쇼타로 (佐藤庄太郎) (1936년 - 1946년)